# Amstel Gold Race 2004
39. edycja Amstel Gold Race odbyła się 18 kwietnia 2004 roku. Trasa wyścigu liczyła 251 km ze startem w holenderskim Maastricht i metą w pobliskim Valkenburgu. 101 kolarzy przejechało trasę z 31 podjazdami, w tym trzema na słynne wzgórze Cauberg.

## Wyniki
| M-ce | Imię i nazwisko   | Kraj     | Drużyna              | Czas                       |
| ---- | ----------------- | -------- | -------------------- | -------------------------- |
| 1.   | Davide Rebellin   | Włochy   | Gerolsteiner         | 6h 23min 44s (39,262 km/h) |
| 2.   | Michael Boogerd   | Holandia | Rabobank             | + 0.01                     |
| 3.   | Paolo Bettini     | Włochy   | Quick Step-Davitamon | + 0.18                     |
| 4.   | Danilo Di Luca    | Włochy   | Saeco                | + 0.18                     |
| 5.   | Peter Van Petegem | Belgia   | Lotto-Domo           | + 0.18                     |
| 6.   | Matthias Kessler  | Niemcy   | T-Mobile Team        | + 0.26                     |
| 7.   | Erik Dekker       | Holandia | Rabobank             | + 0.41                     |
| 8.   | Siergiej Iwanow   | Rosja    | T-Mobile Team        | + 0.52                     |
| 9.   | Mirko Celestino   | Włochy   | Saeco                | + 0.53                     |
| 10.  | Giampaolo Caruso  | Włochy   | Liberty Seguros      | + 0.55                     |